# Debattartikel
En debattartikel är ett uttrycksmedel som används i tidningar, och har vissa likheter med insändare. Det normala är dock att en debattartikel ges mer utrymme, och en mer framträdande plats i tidningen än en normal insändare. Debattartiklar har seriösare karaktär och författaren måste alltid träda fram med sitt namn. Det förekommer att tidningarna aktivt söker upp potentiella författare av debattartiklar och erbjuder dem plats för en artikel i ett aktuellt ämne. Debattartiklar är vanligast i stater med demokrati, och utgår ofta från partipolitik.

## Sverige
I Sverige anses DN Debatt i Dagens Nyheter ofta som det viktigaste debattforumet i Sverige, och Mats Bergstrand, DN:s debattredaktör under 20 år, har av Aftonbladet listats som Sveriges 14:e mäktigaste person.